# بنسون ستانلي
بنسون ستانلي (بالإنجليزية: Benson Stanley)‏ هو لاعب اتحاد الرغبي أسترالي ونيوزلندي، ولد في 11 سبتمبر 1984 في ولونغونغ في أستراليا.

## وصلات خارجية
- بنسون ستانلي عل موقع إسبنسكروم (الإنجليزية)
- بنسون ستانلي على موقع ItsRugby.co.uk (الإنجليزية)